# Lijst van seizoenen van Liefde voor muziek
Dit is een lijst van de seizoenen van het Belgisch muzikaal realityprogramma Liefde voor muziek. Het programma wordt sinds 23 maart 2015 uitgezonden op de Vlaamse zender VTM, en is gebaseerd op het Nederlandse programma Beste Zangers. Aan het programma nemen een aantal bekende muziekartiesten deel die elkaars nummers coveren.

## Seizoen 1

### Afleveringen
| Deelnemers        | Aflevering 1    | Aflevering 2            | Aflevering 3             | Aflevering 4  | Aflevering 5    | Aflevering 6     | Aflevering 7                |
| ----------------- | --------------- | ----------------------- | ------------------------ | ------------- | --------------- | ---------------- | --------------------------- |
| Stan Van Samang   |                 | Goeiemorgend, goeiendag | Hard Times               | Alive         | I Am            | Een ster         | No Surrender                |
| Slongs Dievanongs | Welcome Home    |                         | Robbin' the Liquor Store | Voyage Voyage | Sun in Her Eyes | Zeven Zonden     | Turn Your Lights Down Low   |
| Guy Swinnen       | Scars           | Lacht nor mij           |                          | I Surrender   | Home            | M'n beste vriend | Anarchy in the U.K.         |
| Kate Ryan         | Junebug         | iFoon                   | Demons                   |               | Change Yourself | Sweet Caroline   | What's Up?                  |
| Tom Helsen        | Poison          | Ik wil mier             | Barkeep                  | Emma Emma     |                 | Van mij voor jou | Billie Jean                 |
| Christoff         | King in My Head | Ik zen ni de bank       | She's Jivin'             | Je t'adore    | Goodbye         |                  | Vergeten kan, vergeven niet |

Legenda:
 Coversong van de centrale deelnemer van de betreffende aflevering
 Centrale deelnemer van de betreffende aflevering
 Tribuutcover

### Kijkcijfers
| Aflevering | Datum         | Kijkcijfers | Plek in top 10 |
| ---------- | ------------- | ----------- | -------------- |
| 1          | 23 maart 2015 | 589.061     | 7              |
| 2          | 30 maart 2015 | 627.740     | 7              |
| 3          | 6 april 2015  | 584.528     | 5              |
| 4          | 13 april 2015 | 562.763     | 8              |
| 5          | 20 april 2015 | 494.399     | 9              |
| 6          | 27 april 2015 | 705.655     | 5              |
| 7          | 4 mei 2015    | 597.482     | 5              |
| 8          | 11 mei 2015   | 513.852     | 7              |

## Seizoen 2

### Afleveringen
| Deelnemers      | Aflevering 1          | Aflevering 2     | Aflevering 3                        | Aflevering 4          | Aflevering 5                   | Aflevering 6                   | Aflevering 7          |
| --------------- | --------------------- | ---------------- | ----------------------------------- | --------------------- | ------------------------------ | ------------------------------ | --------------------- |
| Belle Pérez     | The Girl from Ipanema | Monsters         | Cruisin'                            | Ik hou van jou        | The World Is Gonna End Tonight | The Way to Your Heart          | De jager              |
| Ian Thomas      | Hello World           | Banana Pancakes  | Too Good to Be True                 | Vaarwel vader         | Envelop Me                     | Females                        | Slaap lekker          |
| Sioen           | Rhythm Is on Fire     | Walking on Air   | To Bring You My Love                | De oude man en de zee | Warpaint                       | Downtown                       | Like That French Song |
| Dana Winner     | Sobrevivire           | Rain             | No Conspiracy At All                | One Moment in Time    | New Kids in Town               | Through Before We Even Started | Laat me je lied zijn  |
| Johannes Genard | Honeybee              | Till the Morning | Hope for This Land                  | Conquest of Paradise  | Down There by the Train        | Changes                        | Orpheus               |
| Paul Michiels   | Apaixonada            | Slow Down        | I'm Not Ready to Love You Like I Do | 1000 keer             | O Delusions                    | Let's Dance                    | Anoniem               |
| Eva De Roovere  | Dime                  | Another Round    | Johnny, Mary, Tommy & the Sun       | Ver weg van Eden      | Black Dog Panting              | Like a Mountain                | Heart-Shaped Box      |

Legenda:
 Coversong van de centrale deelnemer van de betreffende aflevering
 Tribuutcover door de centrale deelnemer van de betreffende aflevering

### Kijkcijfers
| Aflevering | Datum            | Kijkcijfers | Plek in top 10 |
| ---------- | ---------------- | ----------- | -------------- |
| 1          | 11 januari 2016  | 726.316     | 6              |
| 2          | 18 januari 2016  | 623.151     | 9              |
| 3          | 25 januari 2016  | 527.640     | 10             |
| 4          | 1 februari 2016  | 578.354     | 8              |
| 5          | 8 februari 2016  | onbekend    | onbekend       |
| 6          | 15 februari 2016 | onbekend    | onbekend       |
| 7          | 22 februari 2016 | 493.469     | 10             |
| 8          | 29 februari 2016 | onbekend    | onbekend       |

## Seizoen 3

### Afleveringen
| Deelnemers    | Aflevering 1             | Aflevering 2              | Aflevering 3               | Aflevering 4        | Aflevering 5      | Aflevering 6   | Aflevering 7               |
| ------------- | ------------------------ | ------------------------- | -------------------------- | ------------------- | ----------------- | -------------- | -------------------------- |
| Natalia       | Who's Loving You         | Je hebt een vriend        | Dansen voor jou            | Sing Your Heart Out | Teardrops         | Gratitude      | Ik wil niet dat je weggaat |
| Josje Huisman | Glamorous                | Over the Rainbow          | Ik laat je nooit meer gaan | Feeling Me          | Ontdooi me        | Bagagedrager   | Daar gaat ze               |
| Isabelle A    | I've Only Begun to Fight | Eyo!                      | Une belle histoire         | Regret              | Lepeltjesgewijs   | Louise         | En dans                    |
| Lady Linn     | In My Blood              | Oya lélé                  | Sarah                      | Hallelujah Anyway   | Wat nog komen zou | Ik neem je mee | Verlangen                  |
| Bart Peeters  | Risin'                   | Tele-Romeo                | Blank of Zwart             | Here We Go Again    | Booty Ooty        | Broodje Bakpao | Nobelprijs                 |
| Gers Pardoel  | Boom                     | Wanneer zie ik jou terug? | Helemaal alleen            | A Love Affair       | Hemel             | Zo bijzonder   | Anne                       |
| Clouseau      | Ik wil je terug          | Drums gaan boem!          | Helemaal alleen            | Langzaam            | Alles voor mij    | Zijn           | Our House                  |

Legenda:
 Coversong van de centrale deelnemer van de betreffende aflevering
 Tribuutcover door de centrale deelnemer van de betreffende aflevering

### Kijkcijfers
| Aflevering | Datum         | Kijkcijfers | Plek in top 10 |
| ---------- | ------------- | ----------- | -------------- |
| 1          | 10 april 2017 | 747.366     | 5              |
| 2          | 17 april 2017 | 881.415     | 4              |
| 3          | 24 april 2017 | 834.944     | 5              |
| 4          | 1 mei 2017    | 695.943     | 6              |
| 5          | 8 mei 2017    | 771.926     | 4              |
| 6          | 15 mei 2017   | 765.893     | 5              |
| 7          | 22 mei 2017   | 740.566     | 5              |
| 8          | 29 mei 2017   | 537.678     | 8              |

## Seizoen 4

### Afleveringen
Op 1 september 2017 werden de nieuwe deelnemers voor het vierde seizoen bekend gemaakt. De opnames gingen door in oktober 2017. Op 16 april 2018 ging dit seizoen van start. De deelnemers logeerden in een huis in Sitges, nabij Barcelona in Spanje.
Sam Bettens had zijn transitie nog niet ondergaan en nam deel onder zijn geboortenaam.
| Deelnemers         | Aflevering 1                 | Aflevering 2       | Aflevering 3       | Aflevering 4              | Aflevering 5         | Aflevering 6                   | Aflevering 7                 |
| ------------------ | ---------------------------- | ------------------ | ------------------ | ------------------------- | -------------------- | ------------------------------ | ---------------------------- |
| Coco Jr.           | Soms Vraagt Een Mens Zich Af | Het Licht Gaat Uit | Utopia             | Love Don't Come Easy      | Someone To Say Hi To | Seven Odd Years                | Won't You Help Me            |
| Niels Destadsbader | Out In The Streets           | Vreemde Handen     | Paradise           | What's The Time In Tokyo? | Verover mij          | If You Go                      | Ik Wist Niet Waar Ik Het Had |
| Sharon den Adel    | Just What I Need Tonight     | Vandaag            | The Rose           | Turn Your Love Around     | Virgin State Of Mind | Things That I Should Have Done | My Love Will Never Die       |
| Silvy De Bie       | Declaration of Love          | Hey Pa             | In And Out Of Love | Hopelessly Devoted to You | Not an Addict        | You Are                        | Faith, Hope and Love         |
| Sam & Gert Bettens | Test of Time                 | Hou Je Me Vast     | Stand My Ground    | Where Did The Love Go     | No One Knows         | That's Not How Dreams Are Made | Waarom Ik                    |
| Jasper Steverlinck | My Day Will Come             | Speeltijd          | Ice Queen          | Turn the tide             | Killing Dragons      | This House Is Empty Now        | Una furtiva lagrima          |
| Helmut Lotti       | Love's Embrace               | Sara               | All I Need         | Forgiven                  | Shadowman            | Need Your Love                 | Purple Rain                  |

Legenda:
 Coversong van de centrale deelnemer van de betreffende aflevering
 Tribuutcover door de centrale deelnemer van de betreffende aflevering

### Kijkcijfers
| Aflevering | Datum         | Kijkcijfers | Plek in top 10 |
| ---------- | ------------- | ----------- | -------------- |
| 1          | 16 april 2018 | 747.401     | 4              |
| 2          | 23 april 2018 | 685.415     | 4              |
| 3          | 30 april 2018 | 699.767     | 5              |
| 4          | 7 mei 2018    | 540.345     | 6              |
| 5          | 14 mei 2018   | 644.896     | 5              |
| 6          | 21 mei 2018   | 677.430     | 4              |
| 7          | 28 mei 2018   | 609.885     | 4              |
| 8          | 4 juni 2018   | 431.775     | 9              |

## Seizoen 5

### Afleveringen
| Deelnemers         | Aflevering 1              | Aflevering 2         | Aflevering 3          | Aflevering 4             | Aflevering 5         | Aflevering 6            | Aflevering 7                    |
| ------------------ | ------------------------- | -------------------- | --------------------- | ------------------------ | -------------------- | ----------------------- | ------------------------------- |
| Bart Kaëll         | Annelies Uit Sas Van Gent | Het draait vanbinnen | Onwaarschijnlijk mooi | Ik zeg het met mijn hart | Ik laat me verleiden | Ik red me wel           | Droom in kleuren                |
| Milow              | Sleeping Bag              | Mia                  | I'm not so tough      | Dat ze de mooiste is     | Tomorrow             | Ruimtevaarder           | TV Song                         |
| Ilse DeLange       | Het Regent In Mijn Hart   | Building bridges     | Seven shades of blue  | Alles komt in orde       | Higher               | Zuster                  | Josiesomething                  |
| Jan Leyers         | Mary Louise               | Si seulement         | World of Hurt         | Norwegian wood           | Up                   | Still and silent        | Pretty girl                     |
| Laura Tesoro       | Sabotage                  | One of it            | Weapons down          | Changes                  | I Wish               | Pretty fake             | Thinking about you all the time |
| Kommil Foo         | 1000 Terrassen In Rome    | Wij twee             | Stilte na de storm    | Sluier                   | Niet de man          | Angst is maar voor even | Jintro                          |
| Stef Kamil Carlens | La Mamadora               | Lay Your Worry Down  | The Great Escape      | The Way to Your Heart    | What's the Pressure  | Big Whale               | Captain of a Shipwreck          |

Legenda:
 Coversong van de centrale deelnemer van de betreffende aflevering
 Tribuutcover door de centrale deelnemer van de betreffende aflevering

### Kijkcijfers
| Aflevering | Datum         | Kijkcijfers | Plek in top 10 |
| ---------- | ------------- | ----------- | -------------- |
| 1          | 15 april 2019 | 648.562     | 5              |
| 2          | 22 april 2019 | 591.332     | 6              |
| 3          | 29 april 2019 | 529.071     | 9              |
| 4          | 6 mei 2019    | 658.142     | 5              |
| 5          | 13 mei 2019   | 600.634     | 6              |
| 6          | 20 mei 2019   | 581.127     | 8              |
| 7          | 27 mei 2019   | 526.119     | 9              |
| 8          | 3 juni 2019   | 441.852     | 9              |

## Seizoen 6

### Afleveringen
| Deelnemers      | Aflevering 1       | Aflevering 2       | Aflevering 3           | Aflevering 4       | Aflevering 5                | Aflevering 6        | Aflevering 7              |
| --------------- | ------------------ | ------------------ | ---------------------- | ------------------ | --------------------------- | ------------------- | ------------------------- |
| Karen Damen     | Let's Start a Band | Houd de dief       | Ik mis je zo           | Waar ben je nu     | Het is beter zo             | Schuppenzot         | Ken ik jou                |
| Gene Thomas     | Alle kleuren       | Livin' on a Prayer | Teken van leven        | Ongrijpbaar        | Zij gelooft in mij          | Mij En M'n Gitaar   | Het einde                 |
| Peter Vanlaet   | Hoge bomen         | Aan en uit         | Nathalie               | Waarom             | Zeg het vandaag             | Utopia              | Alweer een hart           |
| Regi Penxten    | Wolves             | Kom wat dichterbij | Zo ver weg             | No diggity         | Ik haal alles uit het leven | Il nous faut        | They Don't Know           |
| André Hazes jr. | Het maakt niet uit | Ik wil jou         | Doe het licht maar uit | Als de liefde komt | Als je alles weet           | Voor Altijd         | Zoals jij het doet        |
| The Starlings   | Little Submarine   | For You            | Over                   | Honey              | Live My Life                | Dancing in the Dark | And We Keep Waiting       |
| Sean Dhondt     | Mona Lisa          | All Day All Night  | Als de nacht van toen  | Ordinary           | Leef                        | Flamingo            | When The Going Gets Tough |

Legenda:
 Coversong van de centrale deelnemer van de betreffende aflevering
 Tribuutcover door de centrale deelnemer van de betreffende aflevering

### Kijkcijfers
| Aflevering | Datum         | Kijkcijfers | Plek in top 10 |
| ---------- | ------------- | ----------- | -------------- |
| 1          | 30 maart 2020 | 834.025     | 7              |
| 2          | 6 april 2020  | 899.817     | 5              |
| 3          | 13 april 2020 | 943.908     | 5              |
| 4          | 20 april 2020 | 889.808     | 5              |
| 5          | 27 april 2020 | 879.352     | 4              |
| 6          | 4 mei 2020    | 799.522     | 4              |
| 7          | 11 mei 2020   | 756.879     | 5              |
| 8          | 18 mei 2020   | 702.648     | 4              |

### Special
Naar aanleiding van Rode Neuzen Dag werd op 13 november 2020 een speciale aflevering uitgezonden met de cast van het zesde seizoen onder de naam Liefde voor Muziek: De Reünie. Elke artiest zong tijdens deze editie een song voor een van de zeven jongeren die tijdens het programma hun verhaal deden. Er keken 913.834 mensen naar dit programma.
| Artiest                                                                           | Nummer                             |
| --------------------------------------------------------------------------------- | ---------------------------------- |
| The Starlings                                                                     | Can't stop the feeling             |
| Karen Damen                                                                       | Spirits                            |
| Peter Vanlaet                                                                     | Hoop Voor De Schreeuw Van De Jeugd |
| Koen Wauters                                                                      | Passie                             |
| Gene Thomas                                                                       | Het Zit In Iedereen                |
| Sean Dhondt                                                                       | See You Again                      |
| Regi Penxten (feat. Camille Dhont)                                                | Vechter                            |
| The Starlings, Karen Damen, Peter Vanlaet, Gene Thomas, Sean Dhondt, Regi Penxten | Porselein                          |

## Seizoen 7

### Afleveringen
| Deelnemers          | Aflevering 1               | Aflevering 2        | Aflevering 3       | Aflevering 4             | Aflevering 5                 | Aflevering 6            | Aflevering 7                  |
| ------------------- | -------------------------- | ------------------- | ------------------ | ------------------------ | ---------------------------- | ----------------------- | ----------------------------- |
| Willy Sommers       | Magie                      | Spiegel             | Nog zoveel mooier  | Het lied van de vrijheid | Ik herinner mij Blankenberge | Zoutelande              | Kom bij mij                   |
| Tourist LeMC        | Ik hou van u zoals je bent | Moeder              | Kom naar het water | Envoi                    | Vrije val                    | Koorddanser             | Ieder einde is een begin      |
| Emma Bale           | Lay Your Heart             | Amour Fou           | The Time Is Now    | My Heroics, Part One     | Boy Bye                      | Eden                    | SOS to an angel               |
| Bert Ostyn          | Zeven anjers, zeven rozen  | Horizon             | Worth It           | The Passenger            | Old black BMW                | Off Shore               | Walking the Thin Line         |
| Cleymans & Van Geel | Als een leeuw in een kooi  | En route            | Gulzig             | Jakhals                  | Feest                        | Geen Excuses            | En jij voor mij               |
| Geike Arnaert       | Way Too Deep               | We begrijpen mekaar | Curacao            | Cherry picking           | Omarm                        | Majesty                 | He's my lover, he's my friend |
| Ronny Mosuse        | Jenny                      | Meester kunstenaar  | Web van verleiding | Dan heb ik jou nog       | Alleen                       | Als je mij zou verlaten | Mr. Blue Sky                  |

Legenda:
 Coversong van de centrale deelnemer van de betreffende aflevering
 Tribuutcover door de centrale deelnemer van de betreffende aflevering

### Kijkcijfers
| Aflevering | Datum            | Kijkcijfers | Plek in top 10 |
| ---------- | ---------------- | ----------- | -------------- |
| 1          | 15 februari 2021 | 708.412     | 8              |
| 2          | 22 februari 2021 | 656.223     | 7              |
| 3          | 1 maart 2021     | 714.777     | 6              |
| 4          | 8 maart 2021     | 601.041     | 9              |
| 5          | 15 maart 2021    | 605.390     | 8              |
| 6          | 21 maart 2021    | 655.682     | 6              |
| 7          | 29 maart 2021    | 605.625     | 7              |
| 8          | 18 april 2021    | 348.449     | 12             |

## Seizoen 8
Het achtste seizoen ging van start op 4 april 2022. De opnames vonden plaats in het Zuid-Franse Cap d'Agde.

### Afleveringen
| Deelnemers       | Aflevering 1            | Aflevering 2          | Aflevering 3       | Aflevering 4               | Aflevering 5    | Aflevering 6       | Aflevering 7     |
| ---------------- | ----------------------- | --------------------- | ------------------ | -------------------------- | --------------- | ------------------ | ---------------- |
| Suzan & Freek    | Genoten                 | Freak out             | Scared of Yourself | Voor het leven voor elkaar | Waarom          | Dit is voor jou    | Dicht bij mij    |
| 2 Fabiola        | When The Lights Go Down | Silence               | Believe In Me      | Cowboys                    | Je Suis Là      | We Will Meet Again | Skyward          |
| Koen Buyse       | The Other Side          | I Hate 2 Love U       | Sun Hits The Sky   | When The Night Comes       | Superhero       | Sweet Instigator   | Dance Without Me |
| Margriet Hermans | Spiegelbeeld            | Lekker blijven hangen | Zeg het mij        | Diamond In The Rough       | Vechter         | Hier komt de zon   | Samen            |
| Camille Dhont    | Blauwe Dag              | Lift U Up/Hou Vol     | Hé jij             | Niets houdt me tegen       | Verliefd        | Gebarsten hart     | Beter Zo         |
| Ozark Henry      | Deze is voor mij        | Joan of Arc           | The Enemy          | Adem                       | Vuurwerk        | The End            | Sweet Water      |
| Davina Michelle  | Gold Plated Love        | Let The Music Play    | It's So Unreal     | Celien                     | Vergeet de tijd | Indian Summer      | What About Us    |

Legenda:
 Coversong van de centrale deelnemer van de betreffende aflevering
 Tribuutcover door de centrale deelnemer van de betreffende aflevering

### Kijkcijfers
| Aflevering | Datum         | Kijkcijfers | Plek in top 10 |
| ---------- | ------------- | ----------- | -------------- |
| 1          | 4 april 2022  | 599.931     | 8              |
| 2          | 11 april 2022 | 660.842     | 5              |
| 3          | 18 april 2022 | 559.472     | 9              |
| 4          | 25 april 2022 | 527.476     | 8              |
| 5          | 2 mei 2022    | 533.699     | 8              |
| 6          | 9 mei 2022    | 394.707     | 10             |
| 7          | 16 mei 2022   | 469.176     | 9              |
| 8          | 23 mei 2022   | 432.450     | 8              |

## Seizoen 9
Het negende seizoen is op 4 april 2023 van start gegaan. Voor het eerst op dinsdag, in plaats van het gebruikelijke maandag. De opnames vonden plaats in Barcelona.

### Afleveringen
| Deelnemers    | Aflevering 1          | Aflevering 2                  | Aflevering 3                 | Aflevering 4    | Aflevering 5                  | Aflevering 6           | Aflevering 7                |
| ------------- | --------------------- | ----------------------------- | ---------------------------- | --------------- | ----------------------------- | ---------------------- | --------------------------- |
| K3            | Kinderhart            | Awuwa (Zij wil dansen)        | Kijk ons nou                 | Icoon           | Mijn kleine presidentje       | Ik blijf bij jou       | In de ruimte van jouw armen |
| Stef Bos      | Nooit zo verliefd     | Moenie weggaan nie            | Dit is wat je weten moet     | Vriend          | Vergeetmuziek                 | De hemel op aarde      | Voor jou                    |
| Metejoor      | 10.000 Luchtballonnen | Geef licht                    | Schaduw                      | Laat me los     | Alles komt goed               | Laat ons een bloem     | Een valse start             |
| DAAN          | Little Pigs           | Tussen de liefde en de leegte | Metejoor                     | Dag vreemde man | Code Red                      | Non                    | Killer's Mind               |
| Jaap Reesema  | Ik ben bij je         | Papa                          | Hoe kon ik zo dom zijn       | Al wat je wil   | Allemaal                      | Ik laat me gaan        | Amsterdam                   |
| Günther Neefs | Waterfall             | Wat een wonder                | 1 op een miljoen             | Victory         | Ik had het moeten weten       | I Can't Stand The Rain | Hart op reis                |
| Portland      | Back Home             | The Only Thing                | She Really (Really) Means It | Exes            | Now We're Not Talking Anymore | So Bad                 | Weird Ways                  |

Legenda:
 Coversong van de centrale deelnemer van de betreffende aflevering
 Tribuutcover door de centrale deelnemer van de betreffende aflevering

### Kijkcijfers
| Aflevering | Datum         | Kijkcijfers | Plek in top 10 |
| ---------- | ------------- | ----------- | -------------- |
| 1          | 4 april 2023  | 584.491     | 4              |
| 2          | 11 april 2023 | 594.437     | 5              |
| 3          | 18 april 2023 | 556.800     | 7              |
| 4          | 25 april 2023 | 479.653     | 8              |
| 5          | 2 mei 2023    | 426.159     | 9              |
| 6          | 9 mei 2023    | 462.375     | 8              |
| 7          | 16 mei 2023   | 440.959     | 8              |
| 8          | 23 mei 2023   | 388.915     | 9              |

## Seizoen 10
Het tiende seizoen is van start gegaan op 12 maart 2024. Het is een jubileumeditie met oud-deelnemers, dat opnieuw op dinsdag wordt uitgezonden. De opnames vonden plaats in Domaine La Clausade in Mauguio (Zuid-Frankrijk).

### Afleveringen
| Deelnemers         | Aflevering 1              | Aflevering 2        | Aflevering 3               | Aflevering 4 | Aflevering 5              | Aflevering 6            | Aflevering 7                   | Aflevering 8       | Aflevering 9           |
| ------------------ | ------------------------- | ------------------- | -------------------------- | ------------ | ------------------------- | ----------------------- | ------------------------------ | ------------------ | ---------------------- |
| Regi Penxten       | Kom wat dichterbij        | Higher              | Ik wil niet dat je weggaat | Getaway      | Nothing Good              | Spiegelbeeld            | If You Go                      | Simple Life        | We begrijpen mekaar    |
| Laura Tesoro       | Gravity                   | Changes             | Still                      | Oya Lélé     | Trophy Wall               | When The Stars Come Out | That's Not How Dreams Are Made | Summerbreeze       | Blessin' in the Makin' |
| Clouseau           | Vuurwerk                  | Mijn lief           | Ik wil je terug            | Amor         | Wie jij zal zijn          | Toi et moi              | Voor de liefde                 | Vleugels           | Koning liefde          |
| K3                 | Zomerlijf                 | Beest               | Vanbinnen                  | Icoon        | Kinderen van de regenboog | Hoofd in de wolken      | Jij bent                       | Labo van liefde    | Adem                   |
| Johannes Genard    | Land of the Living        | Ooit zal ik gaan    | Oker                       | Ten Thousand | Honeybee                  | Hundreds of Times       | Broken                         | Feel The Power     | Niemandsland           |
| Suzan & Freek      | Als ik mezelf verlies     | Liefde gegeven      | Passie                     | Tele-Romeo   | Elke keer                 | Dit is voor jou         | Op deze dag                    | Onder de sterren   | Horizon                |
| Jasper Steverlinck | Walk On Water             | What's the Pressure | Domino                     | Mama Said    | I'm Not Fine              | Only Ideas              | Turn The Tide                  | Hang On            | Spiegel                |
| Stan Van Samang    | Horen, zien en zwijgen    | Strangers           | De tegenpartij             | Ratata       | Uh Huh                    | Slapeloosheid           | Believer                       | Een ster           | Bal aan de voet        |
| Tourist LeMC       | De wereld draait voor mij | Pauze               | Bromfiets                  | Visjes       | Parking                   | Soms                    | Nachtbede                      | Alles behalve tijd | Kom naar het water     |

Legenda:
 Coversong van de centrale deelnemer van de betreffende aflevering
 Tribuutcover door de centrale deelnemer van de betreffende aflevering

### Kijkcijfers
| Aflevering | Datum         | Kijkcijfers | Plek in top 10 |
| ---------- | ------------- | ----------- | -------------- |
| 1          | 12 maart 2024 | 590.906     | 6              |
| 2          | 19 maart 2024 | 523.819     | 4              |
| 3          | 2 april 2024  | 583.619     | 7              |
| 4          | 9 april 2024  | 507.462     | 7              |
| 5          | 16 april 2024 | 508.731     | 7              |
| 6          | 23 april 2024 | 586.867     | 6              |
| 7          | 30 april 2024 | 545.835     | 4              |
| 8          | 7 mei 2024    | 403.098     | 8              |
| 9          | 14 mei 2024   | 430.143     | 8              |
| 10         | 21 mei 2024   | 414.060     | 8              |

## Seizoen 11
Het elfde seizoen is op 26 maart 2025 van start gegaan. Het programma verhuisde van dinsdagavond naar woensdagavond. De opnames vonden plaats in het Chateau Sainte Colombe in Saint-Geniès-des-Mourgues.

### Afleveringen
| Deelnemers          | Aflevering 1               | Aflevering 2                 | Aflevering 3           | Aflevering 4                 | Aflevering 5          | Aflevering 6               | Aflevering 7               |
| ------------------- | -------------------------- | ---------------------------- | ---------------------- | ---------------------------- | --------------------- | -------------------------- | -------------------------- |
| MAKSIM              | I Lie and I Cheat          | Vinegar & Salt               | Time To Say Goodbye    | Waar is de liefde            | Ik mis je elke dag    | Echte mannen               | Stubborn Mind              |
| Hooverphonic        | Without Me                 | La chanson des vieux amants  | Someone Like You       | This Is My House             | Go Away               | Kedang Kedang              | Clutter                    |
| Barbara Dex         | Need You To Lie            | The Last Thing I Need Is You | Diep in mij            | Gebrek aan jou               | Strangers No More     | Because Of You             | What Happens In Your Brain |
| Frank Vander linden | Dat hadden wij moeten zijn | Verslaafd aan jou            | Ik reken op jou        | Oh la la la (Leve het leven) | Hij speelde accordeon | Verliefd zijn              | Dochter                    |
| Luc Steeno          | Als ik voor jou kon kiezen | Van de wereldbol             | Waar moet ik heen      | Maandag                      | Met gesloten ogen     | Ik tel tot 3               | De maan en ik              |
| Guus Meeuwis        | Alleen met mij             | Pek en veren                 | Mijn dorp in de Kempen | Bemin me later               | Laat ons klinken      | Als de liefde niet bestond | Zonneschijn                |
| Kids With Buns      | Under Your Influence       | Amalfi                       | Leaving This Town      | I Wanna Be A Guy             | The Sun               | Is This The Night          | In Charleroi               |

Legenda:
 Coversong van de centrale deelnemer van de betreffende aflevering
 Tribuutcover door de centrale deelnemer van de betreffende aflevering

### Kijkcijfers
| Aflevering | Datum         | Kijkcijfers | Plek in top 10 |
| ---------- | ------------- | ----------- | -------------- |
| 1          | 26 maart 2025 | 441.176     | 9              |
| 2          | 2 april 2025  | 349.134     | 11             |
| 3          | 9 april 2025  | 406.186     | 8              |
| 4          | 16 april 2025 | 352.894     | 9              |
| 5          | 23 april 2025 | 397.374     | 10             |
| 6          | 30 april 2025 | 301.057     | 9              |
| 7          | 7 mei 2025    | 322.443     | 10             |
| 8          | 14 mei 2025   | 248.856     | 12             |